# Bryodesma weatherbiana
Bryodesma weatherbiana là một loài dương xỉ trong họ Selaginellaceae. Loài này được R.M. Tryon Soják mô tả khoa học đầu tiên năm 1992.